# Aleksandar Kitinov
Aleksandar Kitinov (in macedone Александар Китинов?; Skopje, 13 gennaio 1971) è un ex tennista macedone.

## Carriera
Ottenne il suo best ranking in singolare il 29 aprile 1996 con la 296ª posizione, mentre nel doppio divenne il 15 novembre 1999, il 38º del ranking ATP.
Specialista del doppio, vinse in carriera tre tornei del circuito ATP su un totale di sette finali disputate. In coppia con lo statunitense Kent Kinnear, vinse nel 1997 il suo primo torneo: il Brighton International; in quell'occasione superarono la coppia formata dallo spagnolo Alberto Martín e dal britannico Chris Wilkinson con il punteggio di 7-6, 6-2. Nel 2001, raggiunse in coppia con Nenad Zimonjić raggiunse il terzo turno del torneo di Wimbledon, miglior risultato ottenuto nei tornei del grande slam. Vinse inoltre tredici tornei dell'ATP Challenger Series e uno dell'ITF Men's Circuit.
Venne convocato nel 1995 nella squadra macedone di Coppa Davis in due occasioni, con un bilancio complessivo di sei vittorie e tre sconfitte.

## Statistiche

### Tornei ATP

#### Doppio

##### Vittorie (3)
| Legenda singolare                                           |
| Grande Slam (0)                                             |
| ATP World Tour Finals (0)                                   |
| ATP Super 9 / ATP Masters Series (0)                        |
| ATP Championship Series / ATP International Series Gold (0) |
| ATP World Series / ATP International Series (3)             |

| Numero | Data              | Torneo                              | Superficie    | Compagno        | Avversari in finale              | Punteggio           |
| 1.     | 8 settembre 1997  | Brighton International, Bournemouth | Terra rossa   | Kent Kinnear    | Alberto Martín Chris Wilkinson   | 7-6, 6-2            |
| 2.     | 4 ottobre 1999    | Swiss Indoors, Basilea              | Sintetico (i) | Brent Haygarth  | Jiří Novák David Rikl            | 0-6, 6-4, 7-5       |
| 3.     | 10 settembre 2001 | Romanian Open, Bucarest             | Terra rossa   | Johan Landsberg | Pablo Albano Marc-Kevin Goellner | 6-4, 6(5)–7, [10-6] |

##### Sconfitte in finale (4)
| Legenda singolare                                           |
| Grande Slam (0)                                             |
| ATP World Tour Finals (0)                                   |
| ATP Super 9 / ATP Masters Series (0)                        |
| ATP Championship Series / ATP International Series Gold (1) |
| ATP World Series / ATP International Series (3)             |

| Numero | Data            | Torneo                                     | Superficie  | Compagno       | Avversari in finale            | Punteggio        |
| 1.     | 7 luglio 1997   | Hall of Fame Tennis Championships, Newport | Erba        | Kent Kinnear   | Justin Gimelstob Brett Steven  | 3-6, 4-6         |
| 2.     | 8 febbraio 1999 | Sybase Open, San Jose                      | Cemento (i) | Nenad Zimonjić | Todd Woodbridge Mark Woodforde | 5-7, 7–6(0), 4-6 |
| 3.     | 5 luglio 1999   | Swiss Open Gstaad, Gstaad                  | Terra rossa | Eric Taino     | Donald Johnson Cyril Suk       | 5-7, 6(4)–7      |
| 4.     | 19 luglio 1999  | Mercedes Cup, Stoccarda                    | Terra rossa | Jack Waite     | Jaime Oncins Daniel Orsanic    | 2-6, 1-6         |

### Tornei minori

#### Doppio

##### Vittorie (13)
| Legenda tornei minori |
| Challenger (12)       |
| Futures (1)           |

| Numero | Data              | Torneo                                  | Superficie    | Compagno         | Avversari in finale             | Punteggio            |
| 1.     | 10 luglio 1995    | Ostend Challenger, Ostenda              | Terra rossa   | Clinton Ferreira | Emanuel Couto Tomáš Anzari      | 3-6, 7-6, 6-3        |
| 2.     | 16 settembre 1996 | Budva Challenger, Budua                 | Terra rossa   | Nebojša Đorđević | Dušan Vemić Nenad Zimonjić      | 6-3, 6-2             |
| 3.     | 23 settembre 1996 | Macedonian Open, Skopje                 | Terra rossa   | Nebojša Đorđević | Georg Blumauer Emanuel Couto    | 6-1, 6-1             |
| 4.     | 18 novembre 1996  | Portoroz Challenger, Portorose          | Cemento (i)   | Nebojša Đorđević | Mathias Huning Michael Kohlmann | 7-5, 5-7, 6-3        |
| 5.     | 7 aprile 1997     | Tennis Napoli Cup, Napoli               | Terra rossa   | Tom Vanhoudt     | Tomás Carbonell Francisco Roig  | 7-6, 6-4             |
| 6.     | 29 marzo 1999     | Masters de Melun, Melun                 | Sintetico (i) | Gerald Mandl     | Tom Spinks Chris Wilkinson      | 6-3, 6-2             |
| 7.     | 20 settembre 1999 | Pekao Open, Stettino                    | Terra rossa   | Jack Waite       | Guillermo Cañas Martín García   | 6-1, 5-7, 6-4        |
| 8.     | 4 luglio 2000     | Venice Challenger, Venezia              | Terra rossa   | Julián Alonso    | Andrea Gaudenzi Diego Nargiso   | 7–6(3), 7-5          |
| 9.     | 6 agosto 2001     | Linz Challenger, Linz                   | Terra rossa   | Todd Perry       | Jaroslav Levinský David Škoch   | 2-6, 6-3, 6-4        |
| 10.    | 4 settembre 2001  | Aschaffenburg Challenger, Aschaffenburg | Terra rossa   | Dušan Vemić      | Karsten Braasch Franz Stauder   | 6(3)–7, 6-4, 7–6(6)  |
| 11.    | 21 gennaio 2002   | Heilbronn Open, Heilbronn               | Sintetico (i) | Johan Landsberg  | František Čermák Ota Fukárek    | 6(5)–7, 6-3, 6-1     |
| 12.    | 16 settembre 2002 | Istanbul Challenger, Istanbul           | Cemento       | Lovro Zovko      | Noam Behr Tomáš Zíb             | 4-6, 6-4, 6-2        |
| 13.    | 27 gennaio 2003   | Hamburg Challenger, Amburgo             | Sintetico (i) | Magnus Larsson   | Todd Perry Jim Thomas           | 4-6, 7–6(7), 7–6(10) |